# La Monture
Pour les articles homonymes, voir Monture.
La Monture (titre original : The Mount) est un roman de science fantasy écrit par Carol Emshwiller et publié en 2002. Il a remporté le prix Philip-K.-Dick 2003 et a également été nommé pour le prix Nebula du meilleur roman 2003,.

## Description
L'autrice a été inspirée pour l'écriture de La Monture après avoir suivi un cours sur la psychologie des animaux de proie. Après le cours, Carol Emshwiller s'est demandé comment cela se passerait si une proie intelligente chevauchait un prédateur. L'idée l'a suffisamment fascinée pour écrire une nouvelle qui est devenue La Monture.
La Monture est publié en 2002 et a remporté le prix Philip-K.-Dick 2003. Le roman décrit la domination d'une race extraterrestre sur une race humaine décimée, utilisée comme monture. Le livre fait référence à des romans de science-fiction précédents comme Marionnettes humaines de Robert A. Heinlein publié en 1951 et Mankind Under the Leash de Thomas M. Disch, publié en 1966.

## Résumé
Le narrateur à la première personne, Charley, est un jeune homme qui, comme tous les humains, est utilisé comme monture d'équitation (par exemple des chevaux) pour une race extraterrestre connue sous le nom de Hoots. Les humains du monde de Charley, une Terre pastorale, ont vécu dans une relation maître-esclave avec les Hoots pendant des siècles. Les Hoots, qui n'ont aucun moyen de retourner sur leur planète natale, maintiennent les systèmes naturels qui font fonctionner le monde. Des montures évadées comme le père de Charley, anciennement le monture des Gardes connu sous le nom de Heron, mènent des assauts contre les écuries où les humains sont gardés et cherchent à unifier leur propre peuple contre les Hoots.
Lorsque Charley (nom de monture Smiley) rencontre son père pour la première fois (Heron et Merry Mary ont été accouplés et séparés par les Hoots peu après la naissance de Charley), il résiste à trahir soit son maître, l'héritier apparent, ou tout ce qui pourrait aider les humains résistants car sa vie de monture est la seule qu'il ait jamais connue.

## Les Hoots
Les Hoots sont une race qui a évolué à partir de proies. Ce sont des herbivores qui ont développé un ensemble de sens très aiguisés qui leur ont permis d'apprivoiser et d'utiliser les prédateurs comme montures. Le besoin de montures est dû au fait que les Hoots ont les muscles des jambes très faibles, ce qui les empêche de se déplacer efficacement. La plupart des Hoots n'ont jamais développé les muscles de leurs jambes et utilisent des supports ou de petits appareils à vélo pour se déplacer. Les Hoots ont des mains très grandes et fortes qui ont été développées pour étrangler les prédateurs. Ils ont aussi de grands yeux et de très grandes oreilles. Les oreilles sont utilisées comme un moyen d'exprimer des émotions. Par exemple, quand un Hoot rit, ses oreilles claquent de haut en bas.

## Réception
Peter Cannon a fait l'éloge du roman dans sa critique pour le magazine Publishers Weekly, affirmant qu'il était « brillamment conçu et douloureusement aigu dans sa délimitation des relations complexes entre maîtres et esclaves, animaux de compagnie et propriétaires, servis et serviteurs, ce roman poétique, drôle et surtout le roman humain mérite d'être lu et chéri comme une fable fondamentale pour notre époque matérialiste ». Kirkus Reviews a déclaré qu'« avec patience et une énorme affection pour ses personnages à quatre pattes, Carol Emshwiller a façonné une histoire touchante et plausible qui parvient à éviter un symbolisme autoritaire. Une histoire faussement simple et lucide qui devrait trouver son sympathique Gulliver. » Michael Hemmingson, critique pour Review of Contemporary Fiction (en), a déclaré: « Il m'a fallu environ trente pages pour comprendre qui racontait le récit - mon seul reproche - mais le titre aurait dû le révéler plus tôt. Bien qu'il s'agisse d'un roman décalé, il est très facile de tomber dans le rythme des phrases poétiques et douces de Carol Emshwiller et de suivre le courant. ».